# Oecanthus laricis
Oecanthus laricis је инсект из реда Orthoptera и фамилије Gryllidae. 

## Угроженост
Ова врста се сматра угроженом.

## Распрострањење
Сједињене Америчке Државе су једино познато природно станиште врсте.

## Станиште
Врста Oecanthus laricis има станиште на копну.